# Trama Ethernet

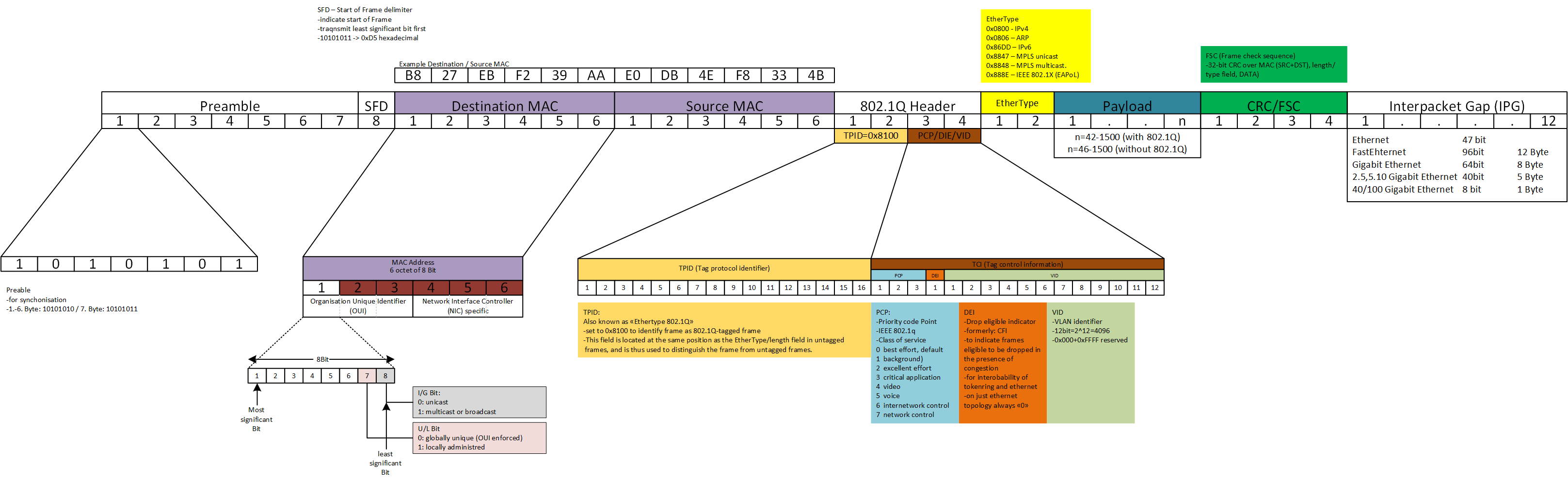
Estructura detallada d'una trama Ethernet.

En xarxes d'ordinadors, una trama Ethernet és una unitat de dades de protocol de capa d'enllaç de dades i utilitza els mecanismes de transport de la capa física Ethernet subjacents. En altres paraules, una unitat de dades en un enllaç Ethernet transporta una trama Ethernet com a càrrega útil.

Una trama Ethernet dins d'un paquet Ethernet, amb SFD marcant el final del preàmbul del paquet i indicant el començament de la trama.

Una trama Ethernet va precedida per un preàmbul i un delimitador de trama inicial (SFD), que formen part del paquet Ethernet a la capa física. Cada trama Ethernet comença amb una capçalera Ethernet, que conté les adreces MAC de destinació i origen com els dos primers camps. La secció mitjana de la trama són dades de càrrega útil que inclouen capçaleres d'altres protocols (per exemple, Protocol d'Internet) transportades a la trama. La trama acaba amb una seqüència de verificació de trama (FCS), que és una comprovació de redundància cíclica de 32 bits que s'utilitza per detectar qualsevol corrupció de dades en trànsit.

## Estructura
Un paquet de dades al cable i la trama com a càrrega útil consisteixen en dades binàries. Ethernet transmet primer les dades amb l'octet (byte) més significatiu; dins de cada octet, però, primer es transmet el bit menys significatiu.
L'estructura interna d'una trama Ethernet s'especifica a IEEE 802.3. La taula següent mostra el paquet Ethernet complet i la trama a l'interior, tal com es transmet, per a la mida de càrrega útil fins a la MTU de 1500 octets. Algunes implementacions de Gigabit Ethernet i altres variants d'Ethernet de major velocitat admeten trames més grans, conegudes com a trames jumbo.

## Paquet Ethernet: capa física
Un paquet Ethernet comença amb un preàmbul de set octet i un delimitador de trama inicial d'un octet (SFD).

## Trama: capa d'enllaç de dades
La capçalera inclou adreces MAC de destinació i font (cada una de sis octets de longitud), el camp EtherType i, opcionalment, una etiqueta IEEE 802.1Q o una etiqueta IEEE 802.1ad.

## Tipus de trames
Hi ha diversos tipus de trames Ethernet:
| Tipus de marc             | Etertip o longitud | La càrrega útil comença dos bytes |
| ------------------------- | ------------------ | --------------------------------- |
| Ethernet II               | ≥ 1536             | Cap                               |
| Novell IEEE 802.3 en brut | ≤ 1500             | 0xFFFF                            |
| IEEE 802.2 LLC            | ≤ 1500             | Altres                            |
| IEEE 802.2 SNAP           | ≤ 1500             | 0xAAAA                            |